# WEIG
WEIG-Karton eller WEIG-Group er tysk producent af karton. De producerer årligt 700.000 ton genbrugskarton på deres fabrik i Mayen, Rheinland-Pfalz. WEIG-Karton blev etableret i 1931 da Moritz J. Weig overtog papirmøllen Cederwaldmühle i Bergisch Gladbach.